# Gle Pintupelaut
Gle Pintupelaut är en kulle i Indonesien.   Den ligger i provinsen Aceh, i den västra delen av landet, 1 800 km nordväst om huvudstaden Jakarta. Toppen på Gle Pintupelaut är 217 meter över havet.
Terrängen runt Gle Pintupelaut är kuperad åt sydväst, men åt nordost är den platt. Havet är nära Gle Pintupelaut åt nordväst. Runt Gle Pintupelaut är det tätbefolkat, med 286 invånare per kvadratkilometer. Närmaste större samhälle är Banda Aceh, 10,8 km öster om Gle Pintupelaut. 